# Reebok Freestyle
 (janvier 2014).

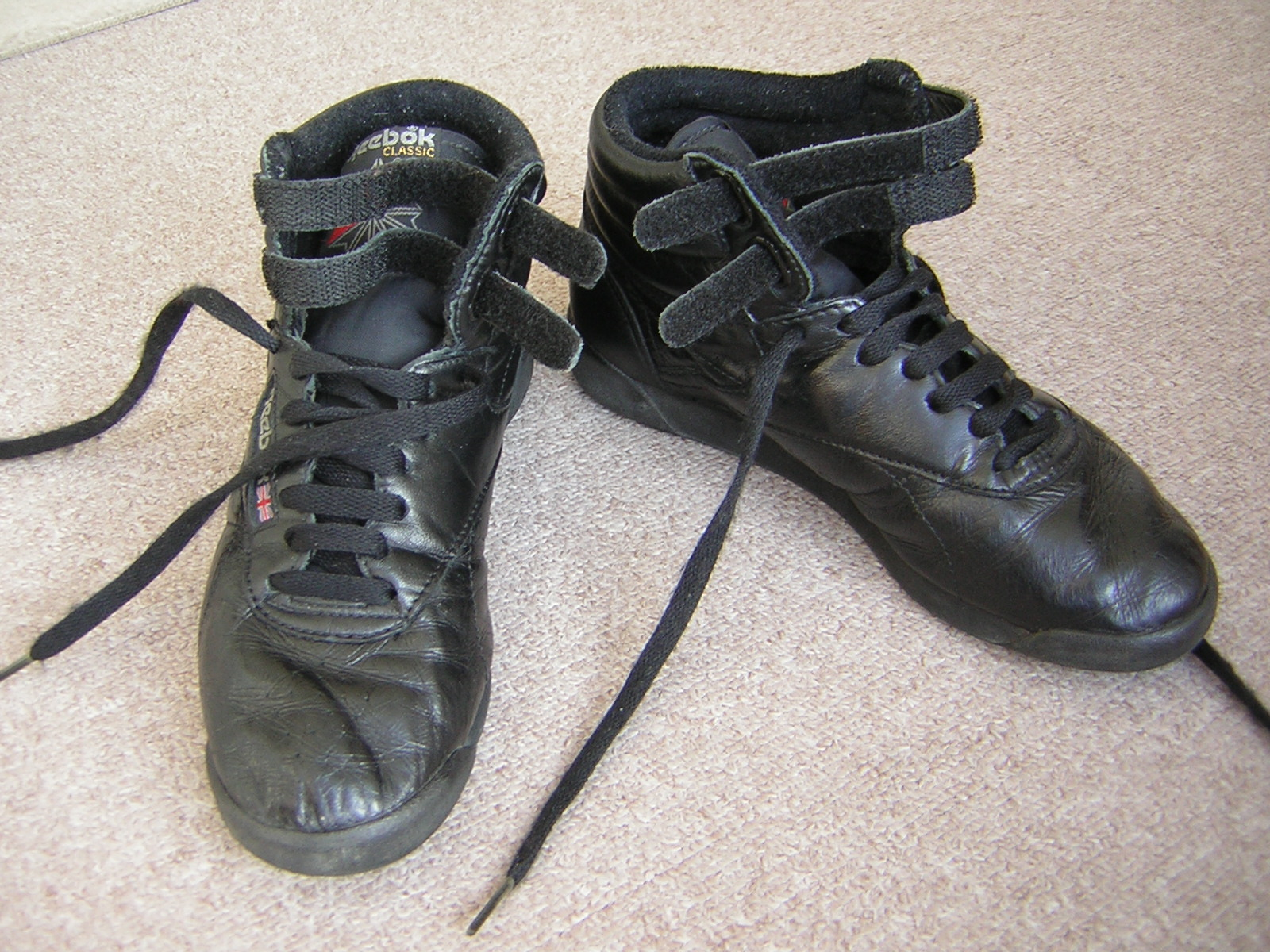
Une paire de Reebok Freestyle

La Reebok Freestyle est une chaussure de sport qui a été introduite en 1982 et conçue pour les exercices de fitness et d’aérobic. Elle s’est rapidement imposée pour devenir l'une des chaussures de sport les plus populaires. Elle a été dessinée par Angel Martinez, un des fondateurs de Reebok. En 1984, la chaussure a représenté plus de la moitié des ventes de Reebok. Le succès est tel qu'on est en droit de considérer la Freestyle comme la petite basket noire qui a lancé la marque Reebok, alors que celle-ci existe depuis 1898. La Freestyle est devenue une icône de la mode des années 1980, période où le sportswear est à son apogée dans la mode, et est encore fabriquée plusieurs décennies plus tard.

## Versions

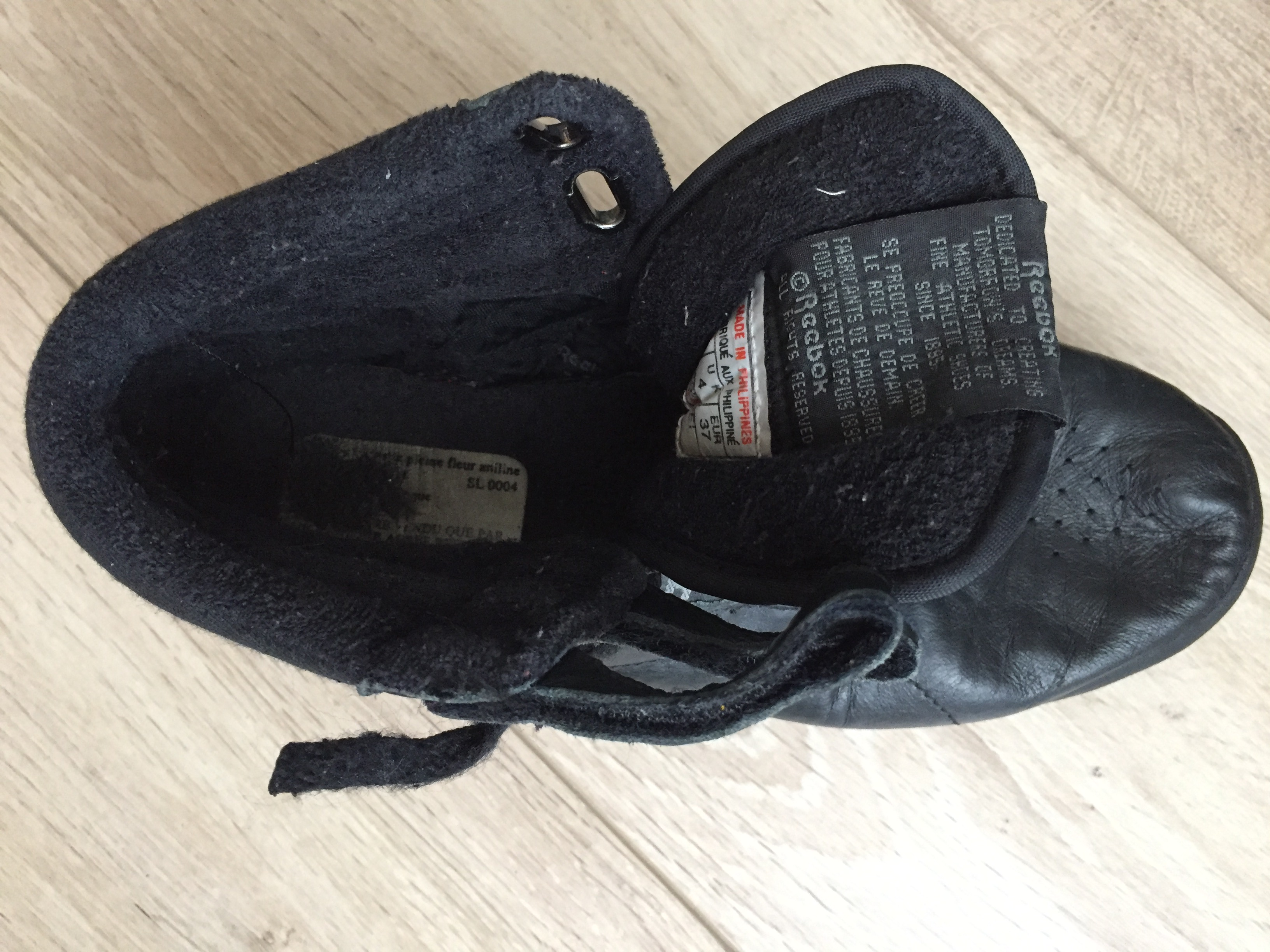
Étiquette intérieure précisant la qualité du cuir pleine fleur d'aniline utilisé, sur les modèles made in Philippines

En plus des classiques versions basses et hautes et de différentes couleurs, Reebok a réalisé différentes collections de sa Freestyle, comme la gamme Anniversary, pour les 25 ans de la célèbre chaussure. Le plus souvent, les différents modèles de ces chaussures sont réalisées en cuir. À la fin des années 1980, le seul modèle a été légèrement modifié avec le mot « Reebok » élargi et déplacé du centre vers le bord inférieur de la semelle (à l'arrière de la chaussure). 
En 1987, Reebok a présenté le « White 'n Brights » freestyle qui avait des éclaboussures de couleur turquoise, rouge, jaune et bleu nuit. Ces couleurs ont été ajoutées à la doublure en éponge, les lacets, les logos, et la semelle. Vers les années 2000, Reebok arrête la production de ses modèles provenant des usines des Philipines pour se concentrer vers la Chine et le Vietnam, proposant des Freestyle au cuir moins doux et moins souple[réf. nécessaire]. En effet, les Freestyle et leurs "cousines" les Princess étaient initialement faites dans un cuir très fin et très souple qui a très largement contribué à leur succès. Pour les Reebok Freestyle made in Philippines, il s'agissait d'un cuir pleine fleur d'aniline. Cette qualité, qui a fait la principale caractéristique des Freestyle et des Princess, résulte en fait d'une erreur humaine sur la chaîne de fabrication qui a dirigé un cuir prévu pour la fabrication de gants vers la fabrication de ces baskets. Devant le succès qui a suivi, Reebok a poursuivi la fabrication des Freestyle et des Princess avec ce même cuir jusqu'au seuil des années 2000. Un cuir moins souple a alors été utilisé, et depuis 2015 la qualité du cuir des Freestyle a encore été revue a la baisse puisqu'il est plus épais et manque totalement de souplesse. C'est a peu près au même moment que Reebok a abandonné le cuir sur les Princess pour le remplacer par du synthétique.

## Usage sportif
La Freestyle est une des premières chaussures de sport à être spécifiquement conçue pour les femmes et a été présentée à un moment où l’engouement pour l’aérobic et le fitness était fort. Les femmes ont été séduites par son style et son confort. Son utilisation s'est rapidement étendue à la marche, les salles de musculation, la danse, le cheerleading. 
Reebok a parrainé le Los Angeles Laker Girls à la fin des années 1980 et leur a fourni des Freestyle blanches. Depuis, la plupart des équipes de cheerleading, de danse et d’aérobic ont utilisé les Freestyle. 

### Modèles
- Reebok Freestyle High (qui comprend un col matelassé au niveau de la cheville, ainsi que deux pattes auto-agrippantes). Elles sont sorties en 1983[3]. C'est le modèle actuellement en vente dans le monde, et se décline en différentes couleurs et matériaux,

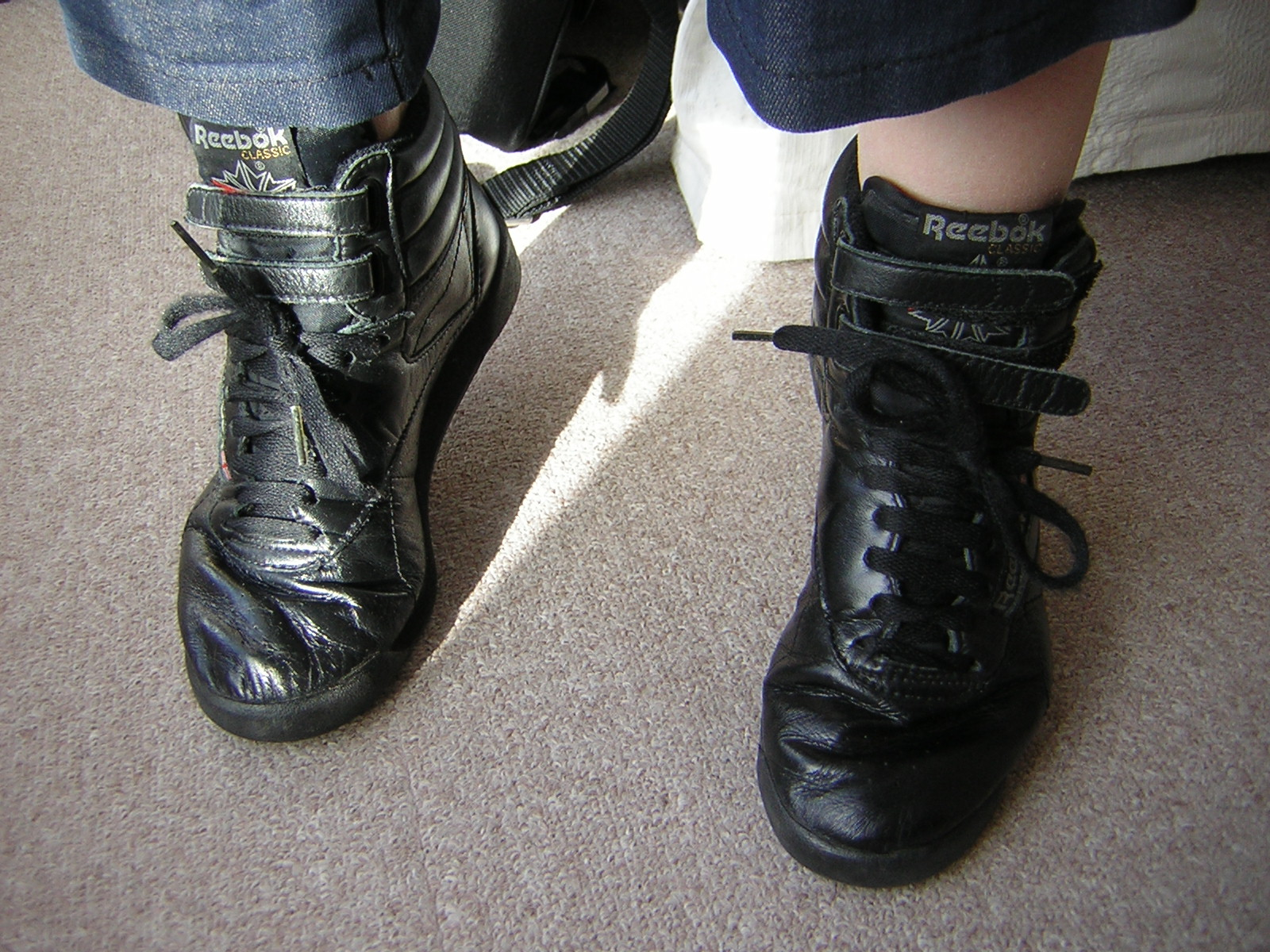
Mises, de face
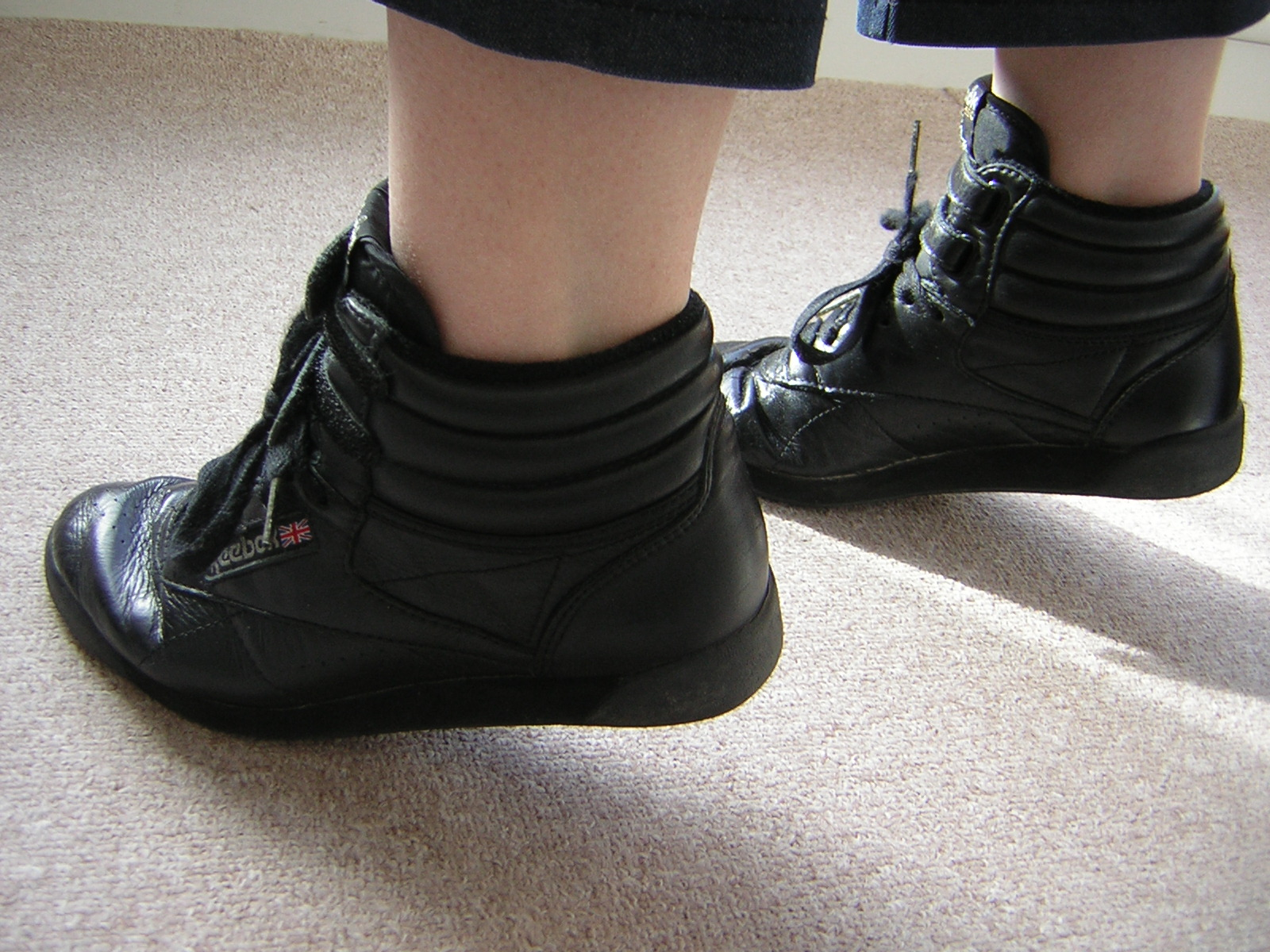
Mises, de dos
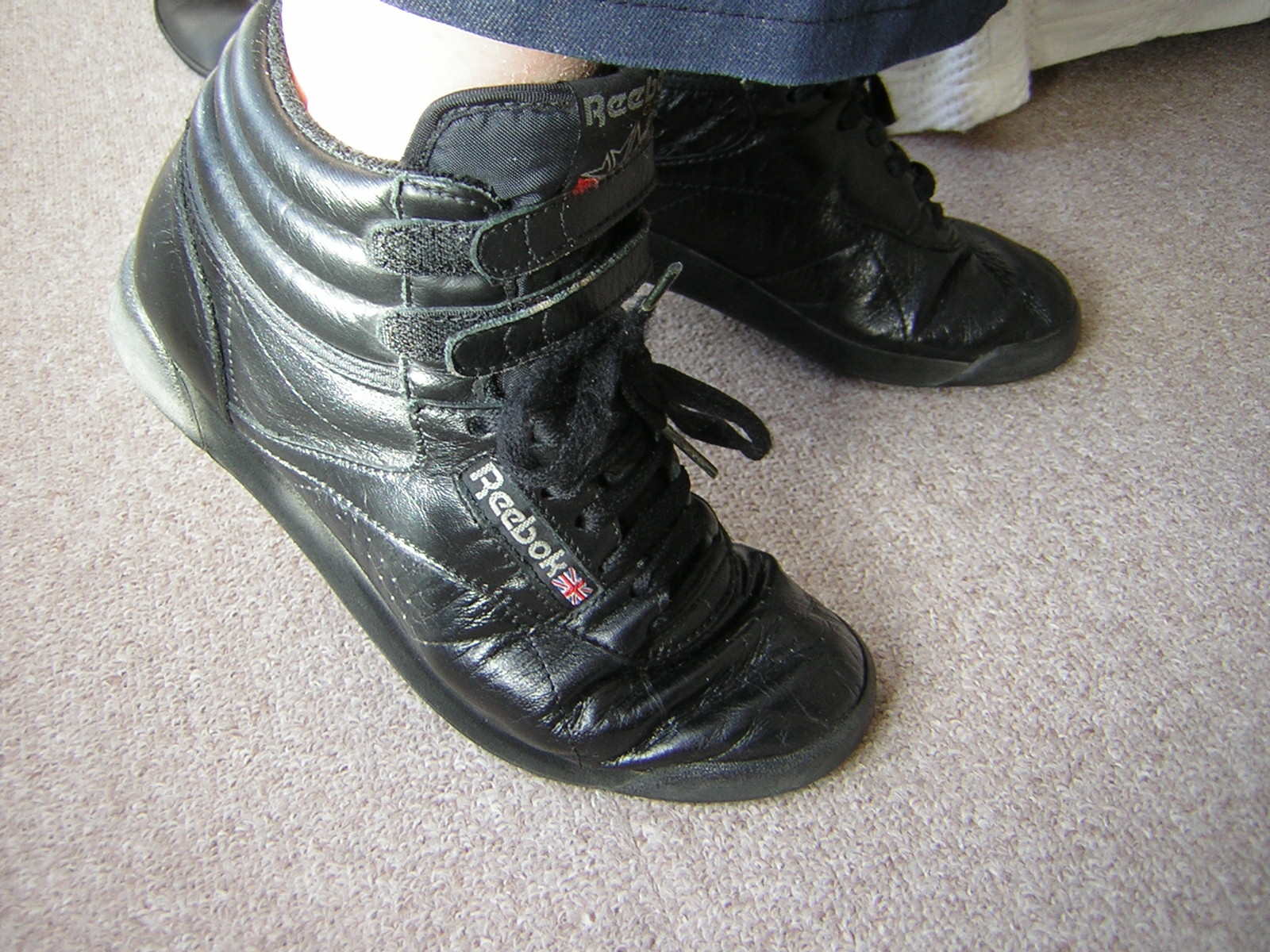
Mises, de profil

- Reebok Freestyle Low (qui ne comprend pas le col matelassé au niveau de la cheville). Il s'agit du modèle initiale, sortie en 1982. Vers la fin des années 1990, elles sont progressivement retiré de la vente au profit du modèle Reebok Princess, qui propose un design modifié des Freestyle Low.
- Il existe aussi des modèles de Freestyle adoptant une silhouette différente des modèles High et Low. Ce sont généralement des modèles sortis en série limité. Comme les Freestyle Double Bubble noir et doré et à clous de la collection Alicia Keys. Ou comme le modèle Reebok Freestyle Hi UltraKnit, sur laquelle toutes les parties en cuir sont principalement remplacés par une très haute chaussette en laine.

## Mode
En dehors des salles de gym et de fitness, le Freestyle se répand rapidement dans les rues en lançant une mode casual. Les femmes peuvent porter des Freestyle avec des jeans, shorts, sweatpants, collants ou des leggings, et même en tant que chaussures de travail. Dans les années 1980, la Freestyle a souvent été vu avec des grosses chaussettes de gym qui sont généralement tendues sur le bas de la jambe de pantalon de contribuer à mettre en relief la chaussure. L'actrice Cybill Shepherd portait une paire de couleur orange vif, avec une robe noire sans bretelles, à l'Emmy Awards 1985. Certaines femmes possèdent plus d'une couleur de freestyles permettant à certains de porter des chaussures de deux couleurs différentes, comme le blanc et le noir ou rouge et jaune. Cette tendance a eu lieu après la série télévisée de Punky Brewster. 
La mode des Freestyle a récemment été relancée à travers le look de la chanteuse Yelle, qui porte des paires de Freestyle de toutes les couleurs dans presque toutes ses apparitions publiques et sur scène.
La mode du vintage, ainsi que les différences de fabrication entre les nouvelles et anciennes Freestyle, font que les vieux modèles d'avant 2003 sont recherchés par les collectionneurs ainsi qu'une clientèle qui la considère comme étant indémodable[réf. nécessaire].
Assez tôt après son apparition sur le marché, la Freestyle a également séduit une clientèle masculine par son design sobre et discret et par son confort. Reebok crée alors l'Ex-O-Fit, un modèle qui se veut plus masculin par sa semelle plus épaisse, un renfort en cuir à l'avant, et une seule patte velcro à la cheville au lieu de deux. Mais, constatant que c'est bien la Freestyle qui est recherchée, la marque la décline dans des pointures plus grandes, jusqu'au 44EUR.

## 25eanniversaire
La Freestyle a célébré son 25e anniversaire avec une collection spéciale de six éditions limitées de chaussures. Cet évènement a débuté à New York le 1er mars 2007. L'événement a été parrainé par Reebok et s’intitulait « Freestyle Forever ». Il incluait des célébrités et mettait en évidence les moments du passé et du présent de l’histoire de la Freestyle.